# Murina (filme)
Murina (croata: Moray eel) é um longa-metragem de drama croata coproduzido internacionalmente com Brasil, Estados Unidos e Eslovênia lançado em 2022 dirigido por Antoneta Alamat Kusijanović em sua estreia na direção a partir de um roteiro escrito por Alamat Kusijanović e Frank Graziano. É estrelado por Gracija Filipović, Leon Lučev, Danica Curcic e Cliff Curtis. Martin Scorsese atua como produtor executivo por meio de sua empresa, Sikelia Productions; além do produtor brasileiro, Rodrigo Teixeira. A estreia do filme ocorreu no dia 10 de Julho de 2021 no Festival de Cannes, proporcionando ao filme o prêmio Camera d’Or do festival naquele ano. Ademais, o longa recebeu três indicações ao Independent Spirit Awards de 2023 nas categorias: Melhor Cinematografia, pelo trabalho de Hélène Louvart, Melhor Primeiro Longa e Melhor Desempenho Revelação da atriz Gracija Filipović.

## Enredo
Julija, uma menina de treze anos que viaja com Nela, sua mãe, para passar um final de semana no Mar Adriático, na Croácia. O seu relacionamento com Ante, seu pai, é bastante problemático, fazendo com que ela tente substituir o seu pai por Javier, um outro homem que conhece ao longo da estadia no local. Era para ser um final de semana tranquilo, entretanto, a viagem acaba sendo marcada por muito velejo, sexo e violência.

## Elenco
- Gracija Filipović como Julija
- Leon Lučev como Ante
- Danica Curcic como Nela
- Cliff Curtis como Javier

## Produção
Em maio de 2018, Antoneta Alamat Kusijanović foi anunciada como diretora, baseada em um roteiro que ela escreveu ao lado de Frank Graziano.  Martin Scorsese foi um dos produtores executivos, por meio de sua empresa, Sikelia Productions. Além dele, o produtor brasileiro, Rodrigo Teixeira, também atuou na produção. As filmagens, liderada pela diretora de fotografia Hélène Louvart, ocorreu no final de 2019.

## Lançamento
O filme teve sua estreia mundial no Festival de Cannes na Quinzena dos Realizadores em 10 de julho de 2021. Venceu o prêmio Caméra d'Or de melhor primeiro longa. Em fevereiro de 2022, Kino Lorber adquiriu os direitos de distribuição do filme. Foi lançado nos Estados Unidos em 8 de julho de 2022.

## Recepção
No Rotten Tomatoes, o filme tem uma classificação de 91% com base em 76 críticas. No Metacritic, tem uma pontuação de 76 em 100 com base em 20 análises, indicando "avaliações geralmente favoráveis".

Manohla Dargis, do The New York Times, descreveu o filme como "uma visão visualmente impressionante, embora excessivamente difusa, de uma filha rebelde". Sheri Linden, do The Hollywood Reporter, disse que o filme foi "uma estreia notável para um diretor talentoso". Glenn Kenny, do RogerEbert.com, deu ao filme três estrelas e meia de quatro, escrevendo que foi "um dos lançamentos narrativos mais coerentes e satisfatórios do ano".

## Ligações Externas
- Murina. no IMDb.
- Murina no Letterboxd.
- Murina no Box Office Mojo.
- Murina no Metacritic.
- Murina no Rotten Tomatoes